# Inelul cu blazon
Inelul cu blazon este un film din 1992 regizat de Andrzej Wajda.